# Türgen Uul
Türgen Uul är en bergskedja i Mongoliet.   Den ligger i provinsen Uvs, i den västra delen av landet, 1 200 km väster om huvudstaden Ulan Bator.